# Coronavirus felino
El Coronavirus felino (FCoV), es un virus ARN que afecta a los gatos. Existen dos tipos de virus:
- un tipo entérico que invade el tracto digestivo, FECV (Coronavirus entérico felino),
- y un otro tipo responsable de la peritonitis infecciosa felina, FIPV (virus de la peritonitis infecciosa felina).

Son parte del grupo 1 de los coronavirus (Coronaviridae), como el coronavirus de la gastroenteritis porcina (TGEV), el coronavirus canino (CCoV) y algunos coronavirus humanos.

## Los coronavirus de los gatos

### El virus digestivo: FECV
FECV virus es responsable de una infección de las células epiteliales digestivas del gato (las células del revestimiento intestinal): esta infección que presenta pocos signos es crónica en la mayoría de las veces. El virus se excreta en las heces de animales que parecen sanos. Esta infección puede ser diagnosticada por el frotis de unas células del recto (legra) y por la detección del ARN del virus mediante la Reacción en cadena de la polimerasa conocida como PCR (del inglés polymerase chain reaction).
Los gatos viviendo juntos, se contaminan unos a los otros cada vez que pasen por la bandeja sanitaria. Algunos gatos son resistentes a este virus y no desarrollan ninguna infección. Otros serán portadores de FECV algún tiempo. Pueden curarse espontáneamente, pero la inmunidad adquirida es corta, entonces se contaminan de nuevo después de unas semanas, si viven en un grupo donde hay excretores (portadores sanos). Algunos gatos nunca van a sanar y entonces permanecen excretores.

### El paso del FECV al FIPV
Con los errores aleatorios durante la replicación del coronavirus en las células epiteliales digestivas, el FECV virus puede mutar a FIPV
Cuanto mayor es el grupo de gatos (n gatos), mayor es el riesgo epidemiológico (E) de mutación
E = (n ²)-n
Por ejemplo : Si en una casa se alojan 2 gatos y nacen 4 gatitos, el riesgo de mutación de 2 (n=2) aumenta a un riesgo de 30 (n=6).
Esto se entiende perfectamente ya que los gatos pasan por la bandeja de deposición y así se contaminan continuamente con un mayor número de cepas diferentes de virus (procediendo de varios gatos).
Como bien se sabe en su estado natural, el gato es un animal solitario, que no visita las áreas de vida de los demás gatos (zona de caza, zona de descanso, área de defecación ...). Sin embargo la vida en grupo es una situación de gran riesgo epidemiológico para gatos domésticos.
Mutando a FIPV, el FCoV adquiere un tropismo por los macrófagos del gato (ver también: las células inmunitarias, glóbulos blancos, leucocitos monocitos, las células dendríticas, las células mononucleares, células presentadoras de antígenos ...), mientras pierden su tropismo por las células epiteliales digestivas.

### La Peritonitis infecciosa felina: FIPV
Artículo detallado: Peritonitis infecciosa felina
En un grupo de gatos, la superpoblación (y entonces el riesgo de mutación a FIPV), es factor de riesgo para el desarrollo de casos de peritonitis infecciosa felina (PIF). Sin embargo, la PIF se desarrolla principalmente en gatos cuya inmunidad es débil (gatitos, gatos mayores de edad, debido a la inmunosupresión viral (Retroviridae) -FIV (virus de la inmunodeficiencia felina) y/o bien FELV (Virus de la leucemia felina)- también el estrés y sobre todo el estrés de la separación y de la adopción).
La infección de los macrófagos por FIPV resulta una vasculitis granulomatosa mortal, la "PIF".
La FIP, por lo tanto, se produce en presencia de 2 factores: (mutación) y (estado de salud).
- La mutación del virus: factor virológica relacionado con el número de replicación...
- El estado de salud de los gatos, con relación a su edad, su genética, su nivel de estrés, determina su estado inmune y por lo tanto su capacidad (o no)en lograr en un nivel bajo la infección.

Hay dos formas clínicas de PIF (peritonitis infecciosa felina):
1. Una forma efusiva (líquida), con la acumulación de fluido en el abdomen o el pecho,
2. Y una forma no-efusiva (seca).

La enfermedad es fatal, con la excepción de unos raros casos de curación con el interferón omega felino.

## Aspectos moleculares de la fusión del virus a la célula entérica
Las 2 formas de FCov, la entérica (FECV) y la de la PIF (FIPV) tienen las dos, dos serotipos diferentes (con antígenos diferentes que causan la producción de diferentes tipos de anticuerpos).

FCoV de serotipo I (o tipo I) es el más frecuente : 80 % de las infecciones se deben a FECV tipo I que puede mutar a FIPV tipo I.
El cultivo del virus FCoV de serotipo I es difícil, por eso los estudios de este serotipo son pocos numerosos.

FCoV de serotipo II (o tipo II) es menos frecuente : FECV de tipo II se puede mutar a FIPV de tipo II.
El tipo II es una recombinación con la sustitución de genes de las espigas FCoV de tipo I (proteína S) por el gen de las espigas del coronavirus entérico canino (CCOV).
El cultivo de tipo II, es más fácil, por eso tenemos varios estudios sobre este tipo II (aunque menos común).

### Un Modelo: "los datos sobre el FCoV de tipo II"

#### La fusión
Los coronavirus son virus ARN ; los coronavirus del grupo 1 están cubiertos por varios tipos de proteínas de la cual la proteína S (o E2) forma una corona de picos en la superficie del virus. El nombre coronavirus resulta de la observación por microscopía electrónica de esta corona de "spike".
Los picos de los Cov (del grupo 1 y tipo II) son responsables de la potencia de infestación del virus por la unión a un receptor de membrana de la célula huésped : la Aminopeptidasa Felina N (fAPN).

#### El receptor viral: la aminopeptidasa N (APN)
La fAPN (felina), la hAPN (humana) y la pAPN (porcina) difieren en algunas áreas de N-Glicosilación y se deduce que :
- todos los coronavirus del grupo 1 (el felino, el humano y el porcino) pueden unirse a la aminopeptidasa N felina fAPN pero :
- el coronavirus humano que puede unirse al receptor humano (hAPN), no puede unirse a la forma porcina del receptor (pAPN),
- el coronavirus porcino que puede unirse al receptor porcino (pAPN), no puede unirse la forma humana del receptor (hAPN).

Al nivel celular eso explica porque el nivel de glicosilación de las APN es importante para la unión del virus al receptor.

#### Las espigas virales
los "spikes" del FECV tienen una afinidad por la fAPN de los enterocitos (las células epiteliales digestivas), mientras que los "spikes" del FIPV (el homólogo mutante) tienen una fuerte afinidad por los macrófagos.
Durante la replicación del virus, en el aparato de Golgi de la célula huésped, las espigas pasan por un proceso de maduración. Esta maduración da como resultado una adición de moléculas de manosa a los spikes (adición de manosa = mano-glicosilación).
Este paso de mano-glicosilación a los spikes, es esencial para la adquisición de la potencia de infestación de los coronavirus.

### Datos sobre FCoV de tipo I

#### El receptor?
La Aminopeptidasa N felina "fAPN" no es el receptor del FCoV de tipo I. ¿Cuál es el receptor de este serotipo? Hoy, no lo sabemos.

#### Noticias sobre los receptores a los CoV
- El CoV humano del SRAS se une a la enzima convertidora de angiotensina ACE II del Sistema renina angiotensina aldosterona. La enzima ACE II es una homóloga de "L-SIGN".
- Los Coronavirus pueden unirse al receptor "DC-SIGN" de los macrófagos. DC-Sign = Dendritic cell (macrófagos) : (véa también DC-SIGN con la hepatitis C, la hepatitis B, VIH ...)

ACE, L-SIGN y DC-SIGN son todos receptores transmembrana con manosa (véa Receptor celular) a los cuales pueden unirse las lectinas con manosa (de tipo C).
- La aminopeptidasa N se une también  a las lectinas con manosa de tipo C.
- la enzima convertidora de angiotensina ACE II, la aminopetidasa A y la aminopeptidasa N actúan en cascada en el Sistema renina angiotensina aldosterona , estos datos sugieren una origen comuna a las 3 moléculas.
- También hay una homología entre la Aminopeptidasa N y la enzima convertidora de angiotensina.[12]

En conclusión : Es probable que el receptor desconocido del serotipo I sea también de esta familia de receptores con manosa que actúan con las lectinas.

### Funciones delmocoy delGlicocalix- Interacciones entre los virus y elácido siálico
El ácido siálico es un monosacárido derivado del ácido neuramínico, es uno de los componentes del moco de las mucosas.
El ácido siálico facilita la fusión de algunos virus a sus células huéspedes (véa también el caso de la gripe).
Varios estudios demuestran que el ácido siálico actúa directamente con las lectinas.
El coronavirus de la gastroenteritis porcina (TGEV) necesita también actuar con el ácido siálico para unirse a su receptor.
Parece también que los coronavirus de los gatos FCoV necesitan el ácido siálico para unirse a su receptor.

### La inhibición de la fusión: algunos estudios (in vitro)
Para inhibir la fusión del coronavirus a la célula, es posible :
1. inhibir la mano-glicosilación de las espigas virales : por ejemplo con la Monensin o la Tunicamycin que actúan inhibando la mano-glicosilación en el Aparato de Golgi …)
2. quitar el manosa de las espigas virales : por ejemplo con enzimas (manosidasa y mananasa)
3. cambiar el nivel de glicosilación de la fAPN,
4. competir con las espigas, con moléculas que se unen a la fAPN (ocupación del sitio de unión) : por ejemplo con los Oligosacáridos de manosa (MOS) o con lectinas[19]
5. inhibir la unión al ácido siálico del moco.

### Factores de protección del calostro y de la leche
El calostro y la leche de gato contienen 22 g de residuo seco/100 ml.
Composición: Tabla 

#### Los anticuerpos
Para los primates (incluidos los humanos), los anticuerpos pasan por la placenta. Para los gatos es diferente, es el calostro que da los anticuerpos a los gatitos. 	
Hay un fenómeno especial llamado "permeabilidad intestinal" que permite a los gatitos absorber los anticuerpos de la madre.
En general se acepta la idea, que la protección antiviral es transmitido por los anticuerpos.
Varias preguntas surgen:
- ¿por qué estos anticuerpos no protegen también a la madre?
- En prevención de la hemólisis de los gatitos de una madre de grupo B, hay que separar los gatitos de la madre durante sus primeras 24 h. Entonces no absorben los anticuerpos. ¿por qué estos gatitos no tienen más problemas con el coronavirus?

#### Los componentes "clásicos" del calostro y de la leche
Otras moléculas del calostro y de la leche del gato, también podrían apoyar esta protección antiviral:
- La lactoferrina : que tiene muchas propiedades que lo hacen un muy buen candidato para esta lucha contra el coronavirus:

1. Ya es un agente antiviral contra algunos virus a través de la "vía de la manosa" como el VIH, la hepatitis C, sino también contra el rotavirus, la calicivrus, el herpes ...
2. se une a la APN,[21]
3. se une a la enzima convertidora de angiotensina ACE II del Sistema renina angiotensina aldosterona,[22]
4. Se une a los receptores con manosa de los macrófagos (DC-Sign),[23] y efectivamente inhibe la unión del VIH a los macrófagos (Figura ).

- Lactoperoxidasa,
- Lisozima,
- Prolin Rich Polypeptid : PRP,
- alpha-lactalbumina,

#### Los otros componentes del calostro y la leche
El calostro y la leche materna también contienen:
1. diferentes oligosacáridos responsables de une de protección antiviral,[24] predominantemente oligosacáridos fucosilados (fucosiloligosacáridos), es decir, polímeros de fucosa, un azúcar con 6 carbonos. Se demuestra que estos oligosacáridos de la leche inhibe 80% de la adhesión del VIH al DC-SIGN.[25]
2. componentes glicosilados
3. células inmunitarias de la madre,
4. unas citoquinas
5. ácido siálico (AS)
6. lectinas con manosa